# Lee Norris
Lee Michael Norris  född 25 september 1981 i Greenville North Carolina, är en amerikansk skådespelare.
Han är känd från många roller som till exempel Marvin "Mouth" McFadden i TV-serien One Tree Hill, Minkus från Här är ditt liv, Cory och som Chuckie Lee Torkelson in The Torkelsons. År 1992 nominerades han för Young Artist Award. Han gick på Wake Forest University i Winston-Salem, North Carolina och tag examen 2004.

## Filmografi (urval)
- The Torkelsons (1991) (TV-serie)
- Indiana Jones äventyr (1993) (TV-serie) (avsnitt Transylvania, January 1918)
- Här är ditt liv, Cory (1993-94) (TV-serie)
- American Gothic (1995)
- The Journey of August King (1995)
- A Mother's Instinct (1996) (TV-film)
- A Step Toward Tomorrow (1996)
- Any Place But Home (1997) (TV-film)
- Hope (1997) (TV-film)
- Dawson's Creek (1998) (TV-serie) (2000)
- One Tree Hill (2003-2012) (TV-serie)
- October Road (2007) (TV-serie) (2007)
- Zodiac (2007)